# John Ebbrell
John Keith Ebbrell (Bromborough, 1 oktober 1969) is een Engels voormalig profvoetballer. Hij speelde jarenlang als middenvelder voor Everton.

## Clubcarrière

### Everton
John Ebbrell, afkomstig uit het graafschap Cheshire, speelde elf seizoenen in het eerste elftal van Everton. Te beginnen vanaf 1986 toen de club hoogtijdagen beleefde onder de manager Howard Kendall. De jaren tachtig worden beschouwd als de meest succesvolle in de clubgeschiedenis, met de winst van de FA Cup in 1984 (tegen Watford), de landstitel in het seizoen 1984/85 en de UEFA Beker voor Bekerwinnaars tegen het Oostenrijkse Rapid Wenen in 1985. Een jaar nadat Ebbrell als jeugdspeler van de Toffees bij de selectie kwam, werd Everton voor de tweede maal in drie seizoenen Engels landskampioen onder Kendall (Football League First Division).
Ebbrell werd uiteindelijk basisspeler bij Everton in de nieuwe Premier League. Geflankeerd door Barry Horne, een Welshman, maakte Ebbrell deel uit van de selectie die de FA Cup 1994/95 won door in de finale Manchester United te verslaan. Paul Rideout, een aanvaller, maakte het enige doelpunt. Ebbrell speelde de finale niet mee. Hij was geschorst voor de halve finale tegen Tottenham Hotspur op 9 april 1995 en manager Joe Royle opteerde daarna voor zijn vervanger Joe Parkinson, die goede punten scoorde. Ebbrell speelde die bekercampagne wel drie van de zes duels. De middenvelder speelde tot 1997 op Goodison Park, iets wat hem 207 competitiewedstrijden en 13 doelpunten opleverde.

### Sheffield United
Howard Kendall haalde de 28-jarige Ebbrell in het voorjaar van 1997 naar de tweedeklasser Sheffield United. Kendall was de toenmalige manager van Sheffield United en liet Ebbrell destijds debuteren in het shirt van Everton. Ebbrells kostenplaatje bedroeg 1,2 miljoen Britse pond. Op Bramall Lane viel Ebbrell echter algauw geblesseerd uit: een enkelblessure waarvan hij uiteindelijk niet meer zou herstellen. Lange tijd speelde hij geen minuut voor de Blades. Zijn enige wedstrijd voor Sheffield United speelde hij tegen Reading, eind maart 1997. Tijdens de pauze bleek dat Ebbrell de wedstrijd niet kon verder zetten en Don Hutchison verving de middenvelder na de pauze.
De 30-jarige Ebbrell stopte in 1999 noodgedwongen als profvoetballer, nadat hij een infectie opliep tijdens een zoveelste enkeloperatie. Inmiddels werd Ebbrell jeugdtrainer bij Everton.

## Erelijst
| Competitie        |         |         |
| Competitie        | Aantal  | Jaren   |
| Everton           | Everton | Everton |
| ----------------- | ------- | ------- |
| FA Cup            | 1×      | 1994/95 |
| FA Charity Shield | 1x      | 1995    |